# خوزه لوییس کامینرو
خوزه لوییس کامینرو (به اسپانیایی: José Luis Caminero) بازیکن فوتبال اهل اسپانیا است که از سال ۱۹۹۳ تا ۱۹۹۶ میلادی عضو تیم ملی فوتبال اسپانیا بوده و در ۲۱ بازی ملی حضور داشته‌است. او در بازی‌های ملی‌اش ۸ گل به ثمر رساند.